# Phrynomantis bifasciatus
Phrynomantis bifasciatus (tên tiếng Anh: Banded Rubber Frog) là một loài ếch trong họ Nhái bầu.
Nó được tìm thấy ở Angola, Botswana, Cộng hòa Dân chủ Congo, Kenya, Malawi, Mozambique, Namibia, Somalia, Nam Phi, Swaziland, Tanzania, Zambia, và Zimbabwe.
Các môi trường sống tự nhiên của chúng là xavan khô, xavan ẩm, vùng đất có cây bụi nhiệt đới hoặc cận nhiệt đới, vùng cây bụi ẩm khu vực nhiệt đới hoặc cận nhiệt đới, đồng cỏ khô nhiệt đới hoặc cận nhiệt đới vùng đất thấp, đồng cỏ nhiệt đới hoặc cận nhiệt đới vùng ngập nước hoặc lụt theo mùa, đồng cỏ nhiệt đới hoặc cận nhiệt đới vùng đất cao, hồ nước ngọt có nước theo mùa, đầm nước ngọt có nước theo mùa, đất canh tác, vùng đồng cỏ, khu vực trữ nước, ao, và kênh đào và mương rãnh.